# Cerkiew Ścięcia Głowy św. Jana Chrzciciela w Szczytach-Dzięciołowie

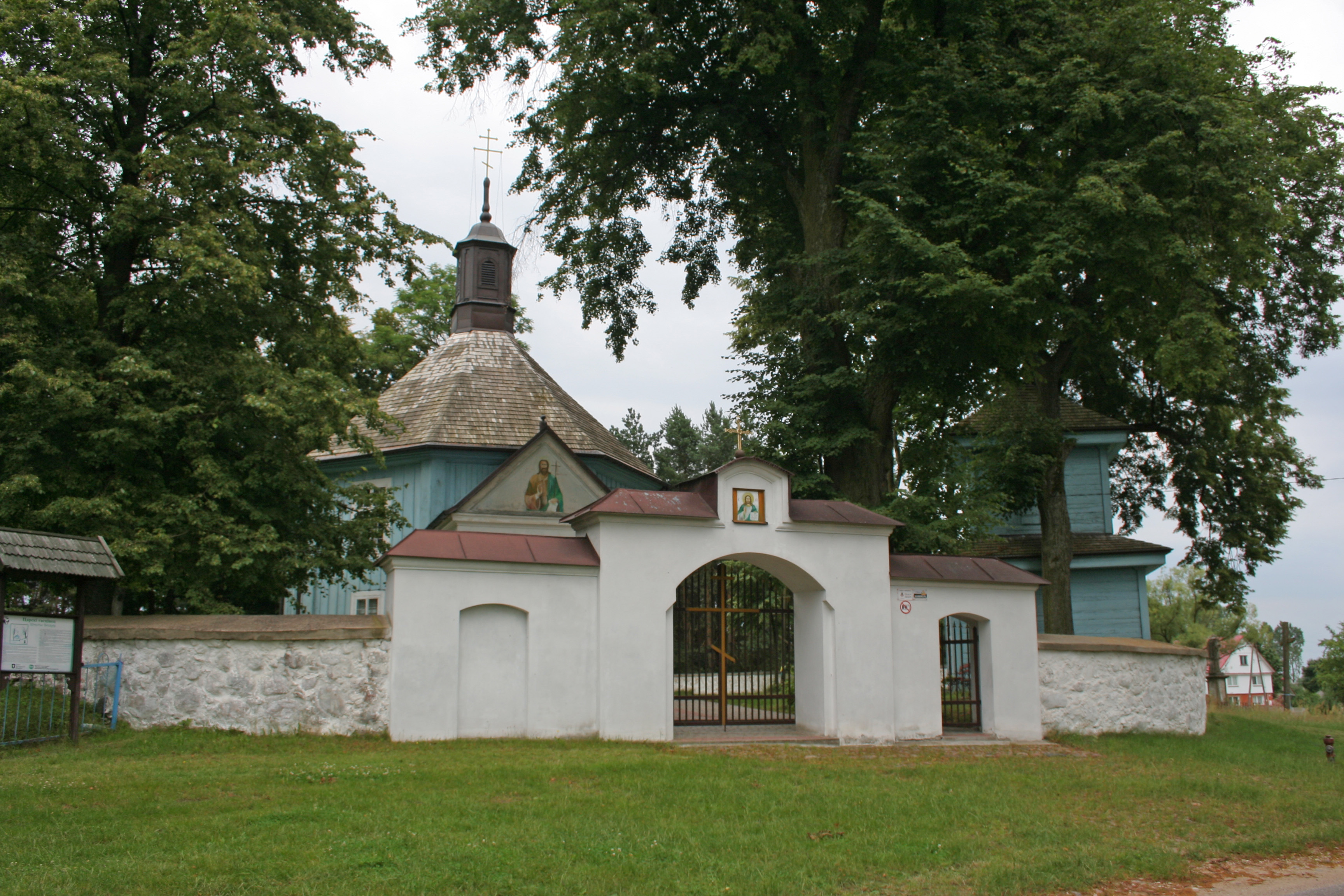
Mur frontowy

Cerkiew Ścięcia Głowy św. Jana Chrzciciela – prawosławna cerkiew parafialna w Szczytach-Dzięciołowie. Należy do dekanatu Bielsk Podlaski diecezji warszawsko-bielskiej Polskiego Autokefalicznego Kościoła Prawosławnego.

## Historia

### Budowa cerkwi
Według Grzegorza Sosny w XVI w. mogła istnieć w Szczytach prawosławna cerkiew filialna parafii w Orli. Jako przypuszczalną lokalizację świątyni wskazuje się wzgórze nad Orlanką w pobliżu dworu w Dzięciołowie. Cerkiew w Szczytach musiałaby w tym przypadku ulec zniszczeniu znacznie przed powstaniem nowej; być może następnie na jej miejscu znajdowała się kapliczka. Jest również możliwe, że starsza (druga?) cerkiew prawosławna, a następnie unicka położona była w odległości kilkudziesięciu metrów od obecnej, w miejscu, gdzie w 1915 znajdował się postument otoczono krzyżami. Mógł on oznaczać miejsce dawniej zajmowane przez ołtarz.
Obecnie istniejącą (XXI w.) cerkiew ufundował Jan Walenty Węgierski, podkomorzy przy królu Stanisławie Auguście Poniatowskim, na potrzeby nowo powstającej parafii unickiej, do której należeliby mieszkańcy Szczytów i wsi sąsiednich. Nowa placówka duszpasterska należała do unickiej diecezji włodzimiersko-brzeskiej. Prace budowlane zostały rozpoczęte wiosną 1785, równocześnie z cerkwią budowano plebanię, dom psalmisty i zespół obiektów gospodarczych. Gotową budowlę wyświęcono w październiku tego samego roku, zaś na jej patrona wybrano Jana Chrzciciela, patrona fundatora. Ceremonię konsekracji poprowadził ks. Antoni Przybyszewski, oficjał brzeski, który w opisie uroczystości zapisał, że cerkiew była bogato wyposażona. W obrzędzie poświęcenia budynku uczestniczył również proboszcz unickiej parafii w Klejnikach oraz duchowni rzymskokatoliccy. W 1788 obiekt powiększono o przedsionek.

### Funkcjonowanie cerkwi unickiej
Cerkiew w Szczytach powstawała w okresie, gdy Kościół unicki w Rzeczypospolitej był już w sferze liturgicznej silnie zlatynizowany (zgodnie z postanowieniami synodu zamojskiego z 1720). W związku z tym w momencie budowy nie przewidziano umieszczenia w niej ikonostasu, zaś pomieszczenie ołtarzowe od nawy oddzielono jedynie balustradą. W pomieszczeniu ołtarzowym znajdował się wzorowany na sztuce rzymskokatolickiej ołtarz z obrazem Zdjęcia z Krzyża pędzla Augustyna Mirysa. Do cerkwi wstawiono również dwa boczne ołtarze z obrazami Chrztu Pańskiego oraz Matki Bożej. W inwentarzu opisującym pierwotne wyposażenie obiektu wymieniono także obrazy Niepokalanego Poczęcia Najświętszej Maryi Panny, Jezusa Ukrzyżowanego, obraz przedstawiający scenę rozmowy z Chrystusem o pieniądzu znalezionym w rybie, św. Onufrego, Matki Boskiej z Dzieciątkiem, kopię obrazu Matki Boskiej Częstochowskiej, Zdjęcie z Krzyża, św. Antoniego i Dawida zwyciężającego Goliata. Większość tych obrazów, nieposiadających już cech malarstwa ikonowego, namalował prawdopodobnie Augustyn Mirys, chociaż bezdyskusyjnie ustalono jedynie to, że był on autorem obrazu w ołtarzu głównym. Poza nimi cerkiew posiadała feretron z wyobrażeniami Konającego Chrystusa i Jana Chrzciciela, ambonę z baldachimem, monstrancję, konfesjonał oraz księgi liturgiczne: mszał łaciński, zbiór czytań z Ewangelii „na święta rzymskie y ruskie”, Oktoich, unicki modlitewnik, trebnik, Triod' Postna oraz Triod' Cwietna Apostoł i Ewangeliarz ołtarzowy drukowany w Poczajowie. Fundator cerkwi umieścił również w cerkwi portret własny i swoich rodziców – Tomasza i Ewy Węgierskich, które najpewniej także namalował Mirys. W 1787 do obiektu wstawiono kolejne trzy obrazy nieznanego artysty – św. Jana Nepomucena, św. Rocha oraz scenę spotkania Chrystusa z uczniami na drodze do Emaus. Fundator cerkwi opłacił również zakup kompletu szat liturgicznych i dwóch dzwonów, które nazwano imionami św. Andrzeja Apostoła i św. biskupa Marcina. Dzwonnica cerkwi była wolno stojąca. W 1793 jeden z dzwonów pękł; wówczas fundator zakupił dwa kolejne. Z pewnością w szczytowskiej świątyni znajdowały się organy. W cerkwi znajdował się również polski Ewangeliarz. Postawa Jana Walentego Węgierskiego, który zadbał o wzniesienie cerkwi z solidnych materiałów, zatrudnił do tego celu fachowców, zakupił kompletne i bogate wyposażenie, jak również zajął się budową obiektów mieszkalnych i gospodarskich dla proboszcza, była wyjątkowa na tle innych podlaskich ktitorów unickich świątyń. Z reguły nie byli oni tak bardzo zainteresowani wyglądem i dobrym stanem tych obiektów.
Do 1797 parafia w Szczytach pozostawała w strukturach unickiej diecezji włodzimiersko-brzeskiej. Następnie, do 1807, należała do dekanatu bielskiego unickiej diecezji supraskiej, a po jej likwidacji znalazła się w unickiej diecezji wileńskiej, w dekanacie bielskim.
W 1834 konsystorz unickiej metropolii wileńskiej pod kierunkiem biskupa Józefa przystąpił do przygotowywania konwersji całej administratury na prawosławie, co wiązało się z wyeliminowaniem ze świątyń elementów wyposażenia łacińskiej proweniencji. W wymienionym roku cerkiew szczytowską zaliczono do najbiedniejszych świątyń unickich na Podlasiu. Do połowy 1836 do świątyni wstawiono ołtarz główny (cs. priestoł), stół ofiarny (cs. żertwiennik) oraz konstrukcję ikonostasu. Zezwolono na zachowanie ambony.
W 1838 liczbę wiernych uczęszczających do parafii w Szczytach szacowano na 983 osoby, z czego spowiadało się i przystępowało do komunii świętej 715. Proboszcz parafii w Szczytach nie złożył wymaganej deklaracji gotowości przyjęcia prawosławia, gdy tylko publicznie poinformowano o planowanej konwersji (w maju 1838), jednak uczynił to już kilka miesięcy później. W miejscowości nie doszło do większych protestów w związku z delatynizacją obrządku i konwersją całej parafii na prawosławie. Odnotowany został tylko jeden przypadek zaintonowania przez grupę parafian polskiej pieśni patriotycznej w momencie, gdy powinna być śpiewana Pieśń Cherubinów. Parafia w Szczytach formalnie przeszła do Rosyjskiego Kościoła Prawosławnego na mocy postanowień synodu połockiego w lutym 1839, podobnie jak cała diecezja.

### Cerkiew prawosławna w latach 1839–1915
W 1844 do cerkwi w Szczytach uczęszczało 1051 osób. W latach 1847–1849 wzniesiono przy świątyni nową dzwonnicę, zaś w 1850 otoczono całą parcelę cerkiewną kamiennym murem. W 1863 z inicjatywy proboszcza parafii, ks. Onufrego Gogolewskiego, zakupiono nowe dzwony, by upamiętnić zniesienie pańszczyzny w Rosji. W 1865 do świątyni szczytowskiej uczęszczało 1018 osób.
W 1872 parafianie zakupili dla cerkwi trzy świeczniki, dwa krzyże ołtarzowe, opłacili również pozłocenie kiotu, w którym znajdowała się ikona w pomieszczeniu ołtarzowym, oraz wykonanie nowych królewskich wrót. Łącznie koszty zakupionych przedmiotów i wykonanych prac wyniosły 549 rubli, w całości pochodzących z darów parafian. Następnie w 1878. z inicjatywy proboszcza Lwa Goworskiego drewniana świątynia została odremontowana, ponadto dobudowano do niej murowany przedsionek i ułożono nową, marmurową posadzkę. 28 sierpnia/10 września 1878 odnowioną cerkiew ponownie poświęcono. W kolejnych latach wyposażenie świątyni było nadal uzupełniane dzięki darom parafian. Tą drogą do obiektu wpłynęły nowe chorągwie procesyjne, szaty liturgiczne oraz podarowany przez anonimową osobę niewielki relikwiarz. W 1885 w obiekcie pojawił się nowy ikonostas. W ostatniej dekadzie XIX w. cerkiew szczytowska znalazła się wśród świątyń, dla których dar w wysokości 100 rubli przekazał Jan Kronsztadzki. W 1907 obiekt wizytował biskup grodzieński Michał. W 1887 liczbę parafian szacowano na 1560 osób, w 1915 było ich 1847.

### 1915–1945
W 1915 niemal wszyscy prawosławni mieszkańcy Szczytów i innych miejscowości należących do parafii udali się na bieżeństwo. Wskutek tego wydarzenia liczba mieszkańców Szczytów poważnie spadła. W niepodległej Polsce parafii szczytowskiej nie uwzględniono w wykazach czynnych, etatowych prawosławnych placówek duszpasterskich. Ziemie należące do parafii przejęła Dyrekcja Lasów Państwowych w Siedlcach, a w 1921 na własność państwa przejęto również dom parafialny. Cerkiew nie została jednak zamknięta. Funkcjonowała jako filia parafii w Orli, ze stale przebywającym w miejscowości duchownymi nieetatowymi. Na początku lat 20. XX wieku regularne nabożeństwa odprawiał w niej Włodzimierz (Naumienko), mnich z monasteru Zaśnięcia Matki Bożej w Żyrowiczach. On też w 1923 zainicjował kapitalny remont budynku, a służył w niej do 1928. Kolejnymi proboszczami cerkwi w okresie międzywojennym również byli hieromnisi lub kapłani-wdowcy, którzy, z uwagi na trudną sytuację materialną, zwykle krótko służyli w Szczytach. W 1928 wizytację kanoniczną w cerkwi szczytowskiej odbył biskup grodzieński Aleksy, a sześć lat później – biskup grodzieński Antoni. W 1936 do świątyni uczęszczało 1579 osób.
W 1943, na polecenie okupacyjnych władz hitlerowskich, z dzwonnicy cerkiewnej zdjęto wszystkie dzwony. Rok później wskutek pożaru zniszczona została plebania i wszystkie budynki pomocnicze.

### Po 1945
Od końca lat 30. XX wieku w cerkwi w Szczytach służył ks. Rafał Czystowski. W latach 1945–1946 znalazł się on w konflikcie z dziekanem, ks. Mikołajem Wincukiewiczem. Duchowny ten popierał roszczenia biskupa Bazylego (Ratmirowa) do włączenia parafii na Białostocczyźnie do Rosyjskiego Kościoła Prawosławnego. Według Grzegorza Sosny ks. Czystowski nie był przeciwny samej zmianie jurysdykcji parafii, uważał jedynie, że ks. Wincukiewicz nadużywa swoich kompetencji jako współpracownik biskupa. Jesienią 1945 hierarcha suspendował ks. Czystowskiego, a ks. Wincukiewicz skierował do Szczytów popierającego go ks. Włodzimierza Jemieljaniuka z parafii zabłudowskiej. Ponieważ decyzji tych nie poparły władze PAKP, ks. Czystowski pozostał w Szczytach i odmówił przekazania ks. Jemieljaniukowi antyminsu z cerkwi. 3 grudnia, gdy udał się do świątyni w celu odprawienia nabożeństw w przededniu święta Wprowadzenia Matki Bożej do Świątyni, został pobity przez stronników duchownego z Zabłudowa. Po tym wydarzeniu duchowny ten zamknął cerkiew. Ostatecznie w Szczytach pozostał ks. Czystowski, który w 1946 zdołał doprowadzić do ponownego utworzenia parafii. Konflikt z 1945 sprawił jednak, że część wiernych przestała uczęszczać do świątyni. W 1948 liczbę parafian oszacowano na 1081 osób, zaś w 1961 – na 920.
W 1966 kolejnej wizytacji kanonicznej w cerkwi w Szczytach dokonał metropolita warszawski i całej Polski Stefan. W 1971 ze środków Wojewódzkiego Konserwatora Zabytków przeprowadzony został remont bramy cerkiewnej i wymiana sygnaturki na świątyni. Następnie cała budowla została odmalowana. W tej samej dekadzie parafianie odmówili zgody na odnowienie obrazów Mirysa w pracowniach konserwatorskich, obawiając się, że nie zostaną one zwrócone świątyni. Ostatecznie osiem ikon z cerkwi zostało poddanych zabiegom konserwatorskim przez specjalistę na terenie plebanii. W 1976 z cerkwi skradziono dziewięć ikon. W kolejnych dekadach liczba wiernych sukcesywnie spadała. W 1984 było ich 866, w 2002 – 509. W latach 90. tego samego stulecia cerkiew została odmalowana, a znajdujący się w niej ikonostas ponownie pozłocony. W 2005, z okazji jubileuszu 220 lat parafii, zakupiono nowe dwa dzwony oraz odnowiono trzeci z 1909. Uzupełniono również wyposażenie świątyni o nowe analogiony, stół ofiarny (cs. żertwiennik) oraz komplety szat liturgicznych, wyremontowano ponadto bramę prowadzącą na teren cerkiewny.
W 2009, w święto parafialne (11 września), parafię odwiedził arcybiskup Dolnego Dunaju Kasjan z Rumuńskiego Kościoła Prawosławnego.

## Architektura

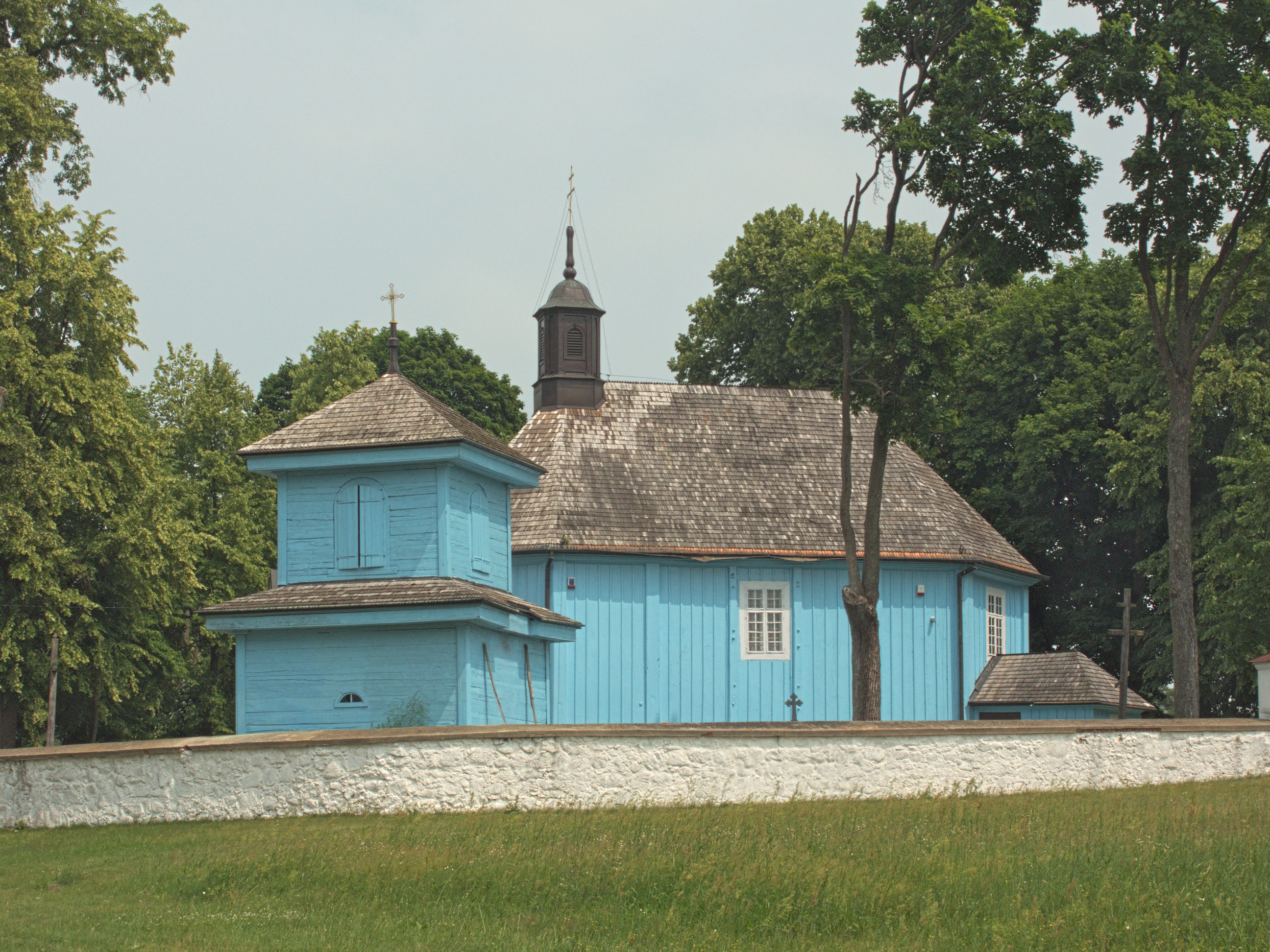

### Bryła budynku
Cerkiew została wzniesiona w stylu barokowym z drzewa modrzewiowego, na planie ośmioboku. Taka konstrukcja świątyń unickich bardzo rozpowszechniła się w XVIII w. na Podlasiu i była znana jeszcze w wieku XIX. Dach obiektu, kryty czerwoną dachówką, wieńczy jedna drewniana kopuła z dachem pokrytym blachą i krzyżem wykonanym z tego samego materiału. Pierwotnie obiekt nie był szalowany, ograniczono się do obicia deskami węgłów. Dobudowany w 1788 przedsionek cerkiewny jest murowany, z okrągłymi oknami i dachem krytym gontem. Panomarka (zakrystia) w południowej części ałtara (prezbiterium). Ponad drzwiami bez portalu napis w języku cerkiewnosłowiańskim oraz wizerunek św. Jana Chrzciciela. Zewnętrzne ściany nawy i prezbiterium szalowane, malowane na błękitno, okna prostokątne. W centralnym punkcie nawy wznosi się drewniana sygnaturka ze złoconym krzyżem.
Od XVIII w. świątynia nie zmieniła zasadniczo wyglądu zewnętrznego.
Dzwonnica cerkiewna jest budowlą wolno stojącą, dwukondygnacyjną, o konstrukcji wieńcowej. Na wyposażeniu tego budynku pozostaje feretron z postaciami Chrystusa i Matki Bożej, zakupiony przez parafianki z Hołodów. Prawdopodobnym autorem przedstawionych na nim wizerunków był ludowy ikonograf Michał Michnow z Brańska lub jeden z jego uczniów.
Cerkiew zlokalizowana jest na wzgórzu poza zabudową wsi, na terenie starszego cmentarza.

### Wyposażenie wnętrza
W cerkwi znajduje się wstawiony w 1885 dwurzędowy ikonostas złożony z dwunastu ikon powstałych w różnym czasie. Najstarszą z nich jest ikona patronalna, która mogła powstać na potrzeby innej świątyni, niż cerkiew w Szczytach, może być bowiem od niej kilkadziesiąt lat starsza. Wizerunki Chrystusa Zbawiciela oraz świętych Borysa i Gleba zostały wykonane w 1873. W podobnym czasie powstała również ikona św. Paraskiewy. Pozostałe ikony w pierwszym rzędzie ikonostasu przedstawiają Matkę Boską oraz świętych Piotra i Pawła (na drzwiach diakońskich). Ikonostas został w 1995 pozłocony.
Większość wizerunków pędzla Mirysa wzmiankowanych w XVIII-wiecznym inwentarzu wyposażenia cerkiewnego nie zachowała się. Krajoznawca Jan Glinka, opisując cerkiew w 1937, wymienił już tylko trzy obrazy tego autora. W świątyni znajdują się natomiast ikony XIX-wieczne i nowsze. W bocznym kiocie w nawie dla kultu wystawiona jest kopia ikony Matki Bożej „Wszystkich Strapionych Radość”.
Cerkiew i znajdującą się obok dzwonnicę (wybudowaną w 1849) wpisano do rejestru zabytków 3 listopada 1951 pod nr A-83.
Obok cerkwi znajduje się figura świętego Jana Nepomucena dłuta Jana Chryzostoma Redlera lub Sebastiana Fesigera ze Lwowa, który był jednym z najwybitniejszych przedstawicieli lwowskiej rzeźby rokokowej.